# Laiaküla (Viimsi)
Laiaküla is een plaats in de Estlandse gemeente Viimsi, provincie Harjumaa. De plaats heeft de status van dorp (Estisch: küla).

## Bevolking
Het dorp had 740 inwoners op 31 december 2011 en 706 inwoners op 31 december 2021.

## Ligging
Laiaküla is een exclave van Viimsi en ligt ingeklemd tussen de gemeente Maardu en de wijken Iru en Laiaküla van Tallinn. Om het dorp te onderscheiden van de wijk Laiaküla wordt het dorp vaak wat pleonastisch Laiaküla küla genoemd.

## Geschiedenis
Laiaküla werd in 1922 afgesplitst van Iru. De naam betekent ‘breed dorp’. In 1975 werd een deel van het dorp bij Tallinn gevoegd. Dat werd de wijk Laiaküla.